# D-LITE DLive 2014 in Japan~D'slove
《D-LITE DLive 2014 in Japan~D'slove》는 대성의 두 번째 일본 투어이다. 대성은 2014년 6월부터 7월까지 일본 솔로 아레나 투어를 성공적으로 개최한 것에 이어 2015년 1월 31일과 2월 1일 동경, 2월 10일과 11일 대판에서 각각 4회 공연을 추가한 앵콜 콘서트 Encore!! 3D Tour [D-LITE DLive D'slove]를 개최했다.

## 배경
대성은 2014년 6월 11일~12일 요코하마 아레나를 시작으로 D-LITE DLive 2014 in Japan~D'slove라는 타이틀의 두 번째 솔로 콘서트 투어를 스타트했다. 대성은 이틀 동안 3만 4천 관객을 동원했고,일본에서 두 장의 정규 음반 D'scover와 D'slove를 연이어 발매하며 솔로 아티스트로서 크게 성장한 대성이 직접 투어 공연의 모든 부문에서 프로듀서를 담당했다. 이 투어에서 그는 감성 발라드의 신곡 "Rainy Rainy"를 최초로 선보였다.
2013년 첫 솔로 투어에서 일본 전국 20개 도시, 26회 공연에 10만명이 넘는 관객을 동원한 대성은 이번 투어에서 요코하마 아레나를 시작으로 코베 월드 기념홀, 마린멧세 후쿠오카, 니혼 부도칸 등을 순회하며 총 8개 도시, 15회 공연에 17만 관객을 동원했다. 대성은 두 번째 아레나 투어까지 성공시키며 한국 출신 솔로 아티스트 사상 첫 2년 연속 10만 명 이상 동원 일본투어 개최라는 기록을 달성했다.

## Encore!! 3D Tour [D-LITE DLive D'slove]
YG 엔터테인먼트는 대성이 많은 사랑을 성원해 준 팬들에게 보답하는 의미로 2015년 1월 31일, 2월 1일 동경 국립 요요기 경기장 제 1 체육관, 2월 10일과 2월 11일 대판 오사카성 홀에서 앙코르 공연 Encore!! 3D Tour D-LITE DLive D'slove를 개최한다고 발표했다.
특히 2월 1일에 개최된 이틀째 동경 공연에서 야마모토 린다가 스페셜 게스트로 등장하였다. 대성은 2014년 10월, 일본에서 발매한 미니 앨범 でぃらいと에 일본 국민 애창곡 "도저히 멈추지 않아"를 리메이크해 수록했고, 이것이 인연이 돼 야마모토 린다와의 콜라보레이션이 성사됐다.

## 스페셜 게스트
- 야마모토 린다

#### 투어 일정
| 날짜                                   | 도시                               | 장소                               | 관객 수                            |
| D-LITE DLive 2014 in Japan~D'slove     | D-LITE DLive 2014 in Japan~D'slove | D-LITE DLive 2014 in Japan~D'slove | D-LITE DLive 2014 in Japan~D'slove |
| -------------------------------------- | ---------------------------------- | ---------------------------------- | ---------------------------------- |
| 2014년 6월 11일                        | 횡빈                               | 요코하마 아레나                    | 통산 170,000명                     |
| 2014년 6월 12일                        | 횡빈                               | 요코하마 아레나                    | 통산 170,000명                     |
| 2014년 6월 19일                        | 신호                               | 고베 월드 기념 홀                  | 통산 170,000명                     |
| 2014년 6월 21일                        | 신호                               | 고베 월드 기념 홀                  | 통산 170,000명                     |
| 2014년 6월 22일                        | 신호                               | 고베 월드 기념 홀                  | 통산 170,000명                     |
| 2014년 6월 24일                        | 복강                               | 후쿠오카 컨벤션 센터               | 통산 170,000명                     |
| 2014년 6월 26일                        | 대판                               | 오사카성 홀                        | 통산 170,000명                     |
| 2014년 6월 27일                        | 대판                               | 오사카성 홀                        | 통산 170,000명                     |
| 2014년 6월 28일                        | 선대                               | 제비오 아레나                      | 통산 170,000명                     |
| 2014년 6월 29일                        | 선대                               | 제비오 아레나                      | 통산 170,000명                     |
| 2014년 7월 5일                         | 찰황                               | 홋카이도 현립 스포츠 센터          | 통산 170,000명                     |
| 2014년 7월 12일                        | 나고야시                           | 니혼 가이시 홀                     | 통산 170,000명                     |
| 2014년 7월 13일                        | 나고야시                           | 니혼 가이시 홀                     | 통산 170,000명                     |
| 2014년 7월 17일                        | 동경                               | 무도관                             | 통산 170,000명                     |
| 2014년 7월 18일                        | 동경                               | 무도관                             | 통산 170,000명                     |
| 2014년 7월 26일                        | 대판                               | 오사카성 홀                        | 통산 170,000명                     |
| 2014년 7월 27일                        | 대판                               | 오사카성 홀                        | 통산 170,000명                     |
| Encore! 3D Tour [D-LITE DLive D'slove] |                                    |                                    |                                    |
| 2015년 1월 31일                        | 동경                               | 국립 요요기 경기장 제 1 체육관     | 통산 50,000명                      |
| 2015년 2월 1일                         | 동경                               | 국립 요요기 경기장 제 1 체육관     | 통산 50,000명                      |
| 2015년 2월 10일                        | 대판                               | 오사카성 홀                        | 통산 50,000명                      |
| 2015년 2월 11일                        | 대판                               | 오사카성 홀                        | 통산 50,000명                      |